# 무성 구개수 파찰음
무성 구개수 파찰음(無聲 口蓋垂 破擦音)은 파찰음 중 하나다.
듣기:

## 국제 음성 기호
qχ로 표기한다.

## 조음 방법
무성 구개수 파열음과 무성 구개수 마찰음을 연속으로 발음한다. 또는 '컥컥'의 모음을 후설 비원순 중고모음으로 발음해도 이 음가가 된다.

## 발음의 예
- 아바르어: 라틴 문자 표기의 ӿ, 키릴 문자 표기의 хъ, 아랍 문자 표기의 څ에서 장음으로 난다.